# Clelandella
Clelandella är ett släkte av snäckor som beskrevs av Winkworth 1932. Clelandella ingår i familjen pärlemorsnäckor.
Släktet innehåller bara arten Clelandella miliaris.